# Luiz Sávio de Souza Cruz
Luiz Sávio de Souza Cruz (Belo Horizonte, 18 de outubro de 1957) é um engenheiro, professor e político Brasileiro, filiado ao Movimento Democrático Brasileiro (MDB). Foi vereador de Belo Horizonte, deputado estadual por Minas Gerais durante seis legislaturas consecutivas e ocupou cargos de Secretário de Estado em diferentes governos de Minas Gerais. É filho do também ex-deputado Lúcio de Souza Cruz.

## Primeiros anos, formação e carreira profissional
Sávio Souza Cruz nasceu em Belo Horizonte, Minas Gerais, em 18 de outubro de 1957. É filho de Lúcio de Souza Cruz, que também teve uma carreira política como deputado e secretário de Estado, e de Natalina Fonseca de Souza Cruz, já falecidos.
Formou-se em Engenharia Metalúrgica pela Universidade Federal de Minas Gerais (UFMG) e possui especialização em Engenharia Ambiental pela mesma instituição. Atuou como pesquisador na Fundação Centro Tecnológico de Minas Gerais (Cetec) e foi diretor da Metais de Minas Gerais (Metamig). Fundou a Ambio Geologia e Engenharia Ambiental Ltda., uma empresa de consultoria que operou nas décadas de 1980 e 1990.
No magistério, foi professor de Química e Física no Colégio Santo Antônio, em Belo Horizonte, e de Engenharia Ambiental nos cursos de Engenharia da PUC Minas. Em dezembro de 1999, foi paraninfo de uma turma de formandos em Engenharia Metalúrgica pela UFMG.

## Carreira política

### Câmara Municipal de Belo Horizonte
A sua trajetória política teve início em 1992, quando foi eleito vereador em Belo Horizonte.
Cumpriu dois mandatos consecutivos na Câmara Municipal (1993–1996 e 1997–1998).
 Durante este período, presidiu comissões na área de meio ambiente e política urbana e representou a Câmara como membro efetivo no Conselho Municipal de Meio Ambiente (Comam). Foi relator, entre outras, da Lei de Parcelamento, Ocupação e Uso do Solo de Belo Horizonte.
Ocupou a Presidência da Câmara Municipal de Belo Horizonte no biênio 1997-1998. Durante a sua gestão, promoveu uma reforma administrativa com redução de cargos de recrutamento amplo, restrição à oferta de veículos oficiais e estabelecimento de limites para despesas nos gabinetes. Em dezembro de 1997, participou da solenidade comemorativa do Cinquentenário de Reabertura da Câmara Municipal. Foi homenageado com a Medalha da Ordem do Mérito Legislativo Municipal. Em janeiro de 2001, o seu retrato passou a integrar a galeria da Câmara Municipal.

### Assembleia Legislativa de Minas Gerais
Em 1998, foi eleito deputado estadual, ingressando na Assembleia Legislativa de Minas Gerais (ALMG) em 1999. Foi reeleito para cinco mandatos consecutivos, servindo nas seguintes legislaturas: 14ª (1999–2003), 15ª (2003–2007), 16ª (2007–2011), 17ª (2011–2015), 18ª (2015–2019) e 19ª (2019–2023). Despediu-se da Assembleia Legislativa em dezembro de 2022, optando por não se candidatar à reeleição nas eleições daquele ano.
Na ALMG, Sávio Souza Cruz teve uma atuação marcante. Logo após deixar a Secretaria de Estado de Planejamento no governo Itamar Franco, assumiu a liderança do governo na Assembleia. Presidiu a Comissão de Meio Ambiente e Recursos Naturais e a de Minas e Energia. Atuou como Vice-Líder da Minoria e integrou blocos parlamentares como "Minas sem Censura", "Minas Tem História" e o Bloco Parlamentar PT-PCdoB-PMDB.

### Cargos no Poder Executivo
Ao longo da sua carreira parlamentar, licenciou-se para ocupar cargos no governo estadual.
No governo de Itamar Franco, foi Secretário de Estado de Recursos Humanos e Administração (1999-2000) e Secretário de Estado de Planejamento e Coordenação-Geral (2000). Durante este período, manteve interlocução com os servidores públicos estaduais.
Posteriormente, no governo de Fernando Pimentel, assumiu a Secretaria de Estado de Meio Ambiente e Desenvolvimento Sustentável (Semad) de fevereiro de 2015 a maio de 2016. Em seguida, foi Secretário de Estado de Saúde (SES-MG) de maio de 2016 a janeiro de 2018. Na Secretaria de Saúde, enfrentou desafios como o surto de Febre Amarela, comandando uma mobilização que elevou a cobertura vacinal no estado.

## Atuação parlamentar e posicionamentos políticos
A atuação de Sávio Souza Cruz na ALMG foi caracterizada por discussões técnicas e posicionamentos firmes. As suas áreas de interesse incluíram procedimentos de administração pública, servidores públicos, magistério, saúde, meio ambiente e temas fiscais.
Foi um crítico dos governos do PSDB em Minas Gerais, liderados por Aécio Neves e Antonio Anastasia. Denunciava o que considerava um "estado de exceção" e a existência de "dois governos implantados em Minas, o real e o da mídia". Criticava o uso de publicidade oficial para fins eleitorais e a gestão fiscal dos referidos governos, utilizando expressões como "Minas Quebrou". Também se manifestou contra o endividamento do estado, a subserviência da Assembleia Legislativa ao Poder Executivo em determinados momentos, e a falta de Comissões Parlamentares de Inquérito (CPIs) para investigar denúncias de corrupção. Chegou a propor a criação do "Dia da Vergonha da Assembleia Legislativa".
Defendeu a necessidade de reajustes salariais anuais para os servidores públicos e posicionou-se contra o pagamento de auxílio-moradia para deputados. Nos seus pronunciamentos, ressaltou a importância da ética, da responsabilidade, da transparência e do respeito à coisa pública.

## Vida pessoal
Sávio Souza Cruz é casado com Juliana Boaventura Figueiredo de Souza Cruz e tem um filho, Marcelo Figueiredo de Souza Cruz.

## Não candidatura em 2022 e articulações para 2026
Após seis mandatos consecutivos na Assembleia Legislativa de Minas Gerais (ALMG), Sávio Souza Cruz optou por não se candidatar à reeleição em 2022. Naquele período, o ex-deputado considerou uma vaga no Tribunal de Contas do Estado de Minas Gerais (TCE-MG), o que não se concretizou.
Sávio Souza Cruz, que permanece filiado ao MDB, tem articulado um possível retorno à disputa eleitoral em 2026. Segundo informações veiculadas em maio de 2025, ele tem mantido conversas com lideranças partidárias, incluindo o seu partido e outras legendas como a Rede Sustentabilidade, para alinhar uma eventual candidatura. Anteriormente, em 2024, também foi noticiada a possibilidade de uma candidatura à prefeitura de Curvelo, para onde transferiu o seu domicílio eleitoral.

## Homenagens e Títulos
Ao longo da sua carreira, Sávio Souza Cruz recebeu diversas honrarias, incluindo:
- Título de Cidadão Honorário de Minas Gerais[3]
- Medalha de Mérito do Executivo Prudentino[3]
- Medalha da Ordem do Mérito Legislativo Municipal (Belo Horizonte)[3]
- Títulos de Cidadão Honorário de diversos municípios mineiros, como Curvelo, Prudente de Morais, Muzambinho, Córrego Danta, Monte Belo, Carmo do Paranaíba, Divisópolis e Abaeté.[3]
- Medalha Desembargador Hélio Costa[3]
- Medalha do Mérito Legislativo pela Câmara Municipal de Curvelo[3]